# Hackney (Londyn)
Hackney – dzielnica Londynu, w Wielkim Londynie, leżąca w gminie Hackney. Leży 4,2 km od centrum Londynu. W 1961 roku civil parish liczyła 164 766 mieszkańców.